# Ерік Абідаль
Ері́к Абіда́ль (фр. Éric Abidal, нар. 11 вересня 1979 року, Ліон, Франція) — французький футболіст, захисник.

## Досягнення
- Чемпіон Франції (3):

«Ліон»: 2004-05, 2005-06, 2006-07
- Чемпіон Іспанії (4):

«Барселона»: 2008-09, 2009-10, 2010-11, 2012-13
- Володар Кубка Іспанії (2):

«Барселона»: 2008-09, 2011-12
- Володар Суперкубка Іспанії (3):

«Барселона»: 2009, 2010, 2011
- Володар Суперкубка Франції (4):

«Монако»: 2000
«Ліон»: 2004, 2005, 2006
- Переможець Ліги чемпіонів (2):

«Барселона»:2008-09, 2010-11
- Володар Суперкубка УЄФА (2):

«Барселона»: 2009, 2011
- Переможець Клубного чемпіонату світу (2):

«Барселона»: 2009, 2011
- Віце-чемпіон світу: 2006